# Joshua Revkin
Joshua Revkin (25 de julio de 1990) es un deportista estadounidense que compite en vela en la clase Star. Ganó cuatro medallas en el Campeonato Mundial de Star entre los años 2016 y 2019.

## Palmarés internacional
| \| Campeonato Mundial \| Campeonato Mundial \| Campeonato Mundial \| Campeonato Mundial \| \| Año \| Lugar \| Medalla \| Clase \| \| ------------------ \| ----------------------- \| ------------------ \| ------------------ \| \| 2016 \| Miami (Estados Unidos) \| Medalla de bronce \| Star \| \| 2017 \| Troense (Dinamarca) \| Medalla de oro \| Star \| \| 2018 \| Oxford (Estados Unidos) \| Medalla de plata \| Star \| \| 2019 \| Porto Cervo (Italia) \| Medalla de bronce \| Star \| |                         |                   |       |
| Campeonato Mundial |                         |                   |       |
| Año | Lugar                   | Medalla           | Clase |
| 2016 | Miami (Estados Unidos)  | Medalla de bronce | Star  |
| 2017 | Troense (Dinamarca)     | Medalla de oro    | Star  |
| 2018 | Oxford (Estados Unidos) | Medalla de plata  | Star  |
| 2019 | Porto Cervo (Italia)    | Medalla de bronce | Star  |